# Chorzew (województwo łódzkie)
Chorzew – wieś w Polsce położona w województwie łódzkim, w powiecie pajęczańskim, w gminie Kiełczygłów.
W latach 1954–1968 wieś należała i była siedzibą władz gromady Chorzew, po jej zniesieniu w gromadzie Siemkowice. W latach 1975–1998 miejscowość administracyjnie należała do województwa sieradzkiego.
W jej pobliżu znajduje się stacja kolejowa Chorzew Siemkowice.

## Galeria

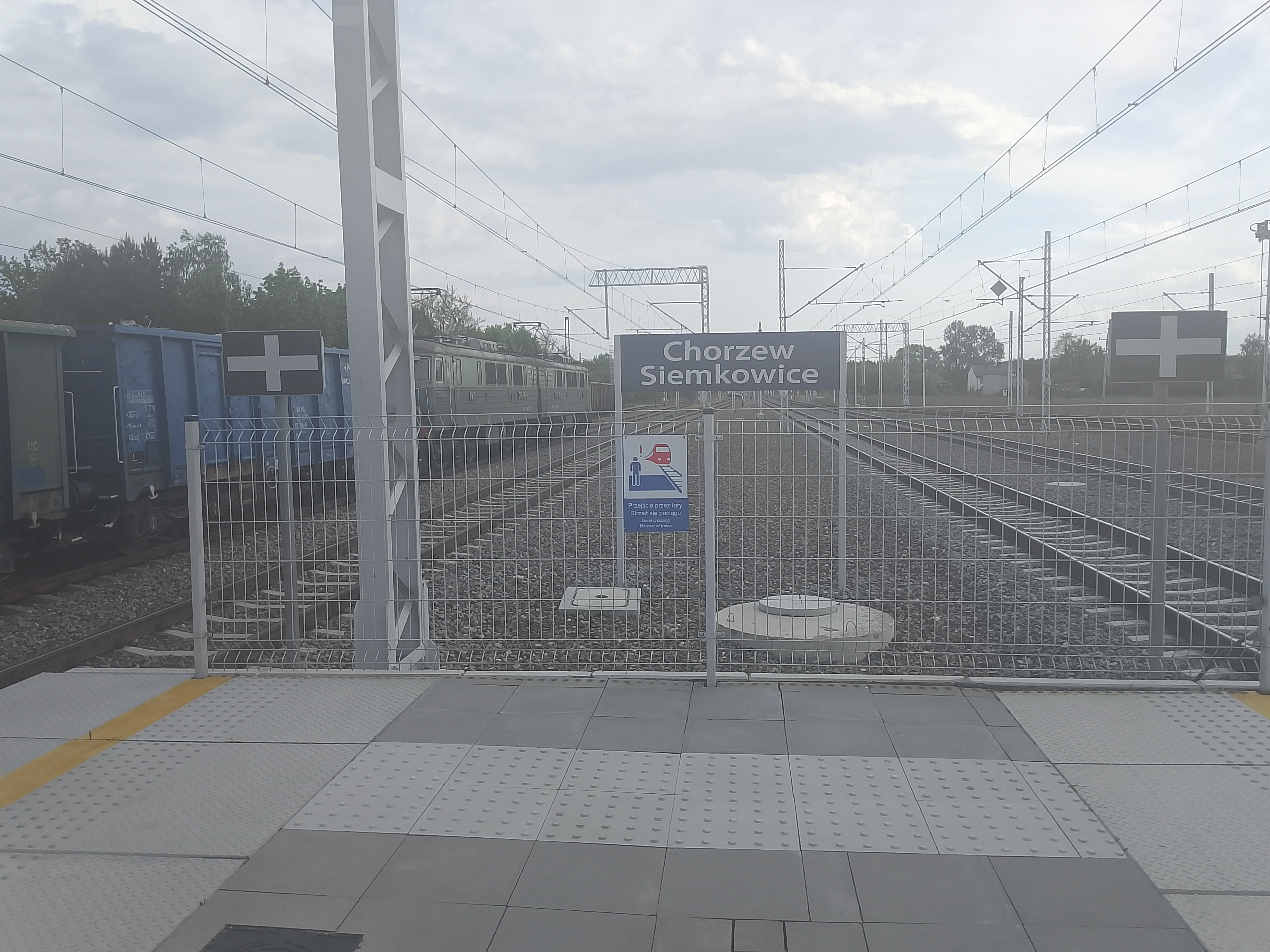
Stacja kolejowa Chorzew-Siemkowice
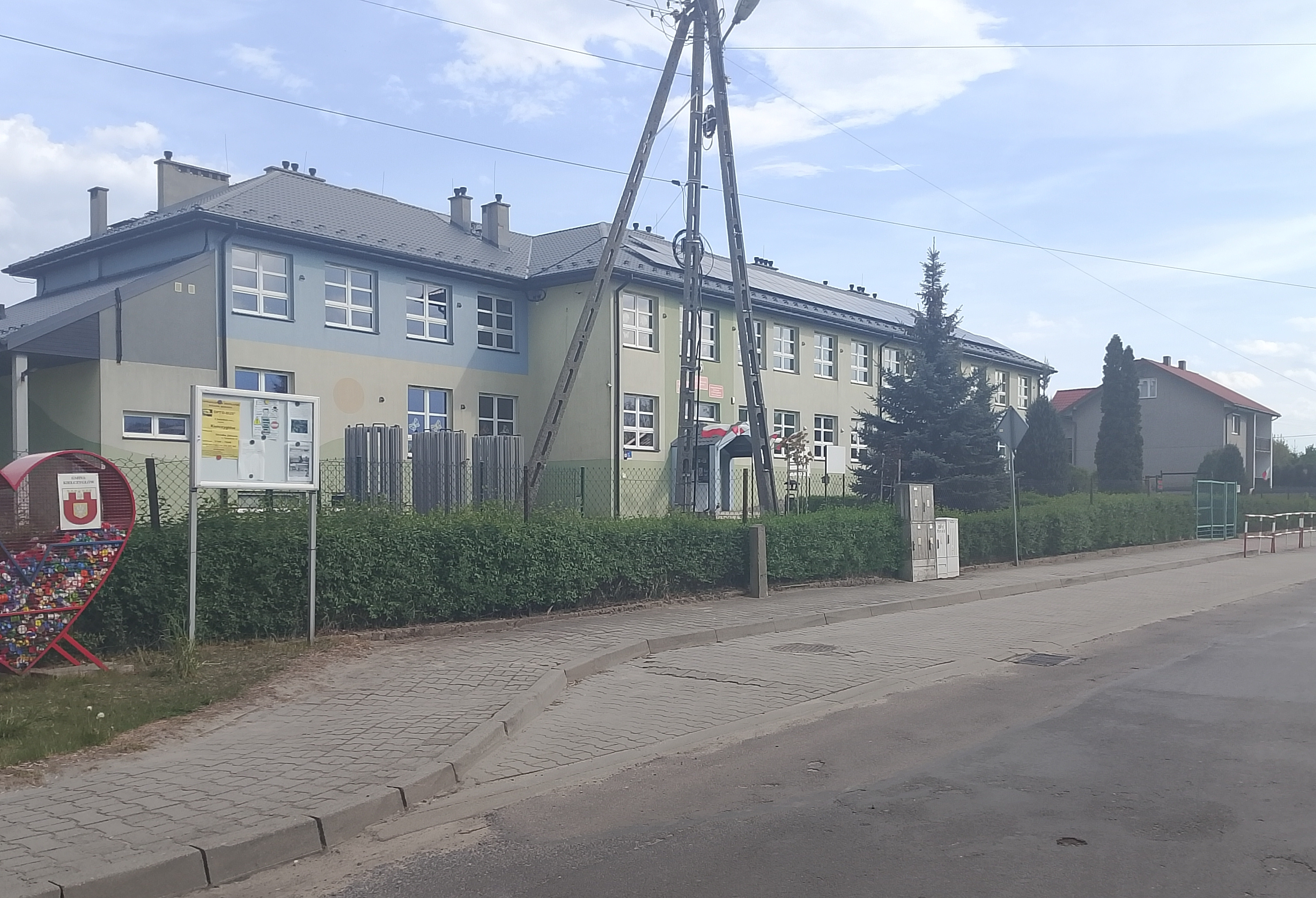
Szoła Podstawowa w Chorzewie
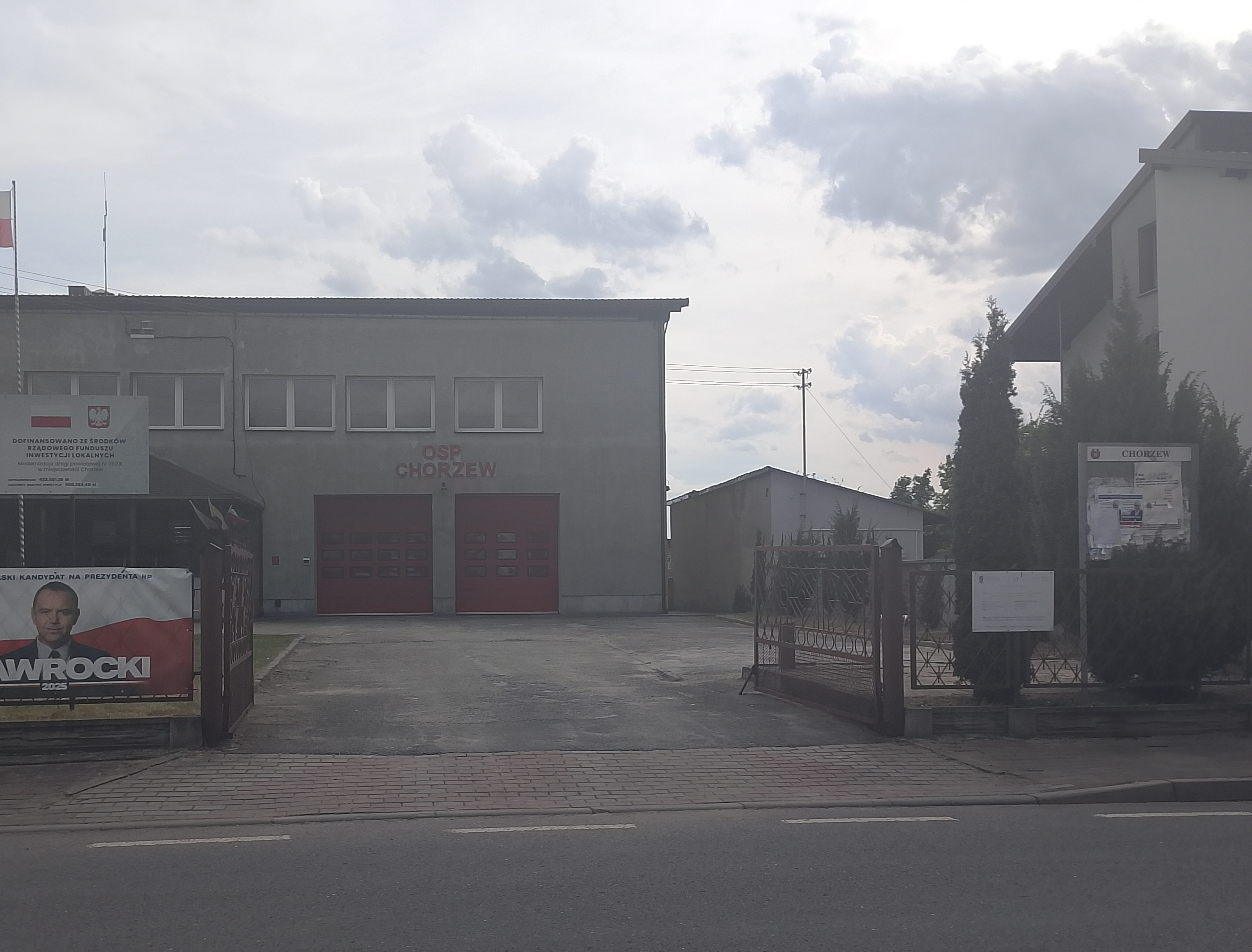
Remiza Ochotniczej Straży Pożarnej